# پادگان نظامی شهرآباد
شهرآباد روستایی در دهستان جیرانسو بخش مرکزی شهرستان سملقان استان خراسان شمالی ایران است.

## جمعیت
بر پایه سرشماری عمومی نفوس و مسکن در سال ۱۳۹۵ جمعیت این مکان ۶۸۷ نفر (۱۲۶خانوار) بوده‌است.